# Troy Murray
Troy Norman Murray (* 31. Juli 1962 in Calgary, Alberta) ist ein ehemaliger kanadischer Eishockeyspieler, der im Verlauf seiner aktiven Karriere zwischen 1978 und 1997 unter anderem 1.027 Spiele für die Chicago Blackhawks, Winnipeg Jets, Ottawa Senators, Pittsburgh Penguins und Colorado Avalanche in der National Hockey League in der National Hockey League auf der Position des Centers bestritten hat. Murray, der im Jahr 1986 die Frank J. Selke Trophy als bester Defensivstürmer der NHL erhielt, feierte seinen größten Karriereerfolg in Diensten der Colorado Avalanche mit dem Gewinn des Stanley Cups im Jahr 1996.

## Karriere
Murray spielte während seiner Juniorenzeit für die St. Albert Saints in der Alberta Junior Hockey League und machte einen kurzen Abstecher zu den Lethbridge Broncos in die Western Hockey League. Beim NHL Entry Draft 1980 wurde er von den Chicago Black Hawks aus der National Hockey League in der dritten Runde als 57. ausgewählt. Nach dem Draft wechselte er an die University of North Dakota und spielte dort mit zahlreichen späteren NHL-Spielern in der National Collegiate Athletic Association. Zum Jahreswechsel 1980/81 führte er das kanadische Junioren-Nationalteam als Mannschaftskapitän zum Gewinn der Weltmeisterschaft. Zum Ende der Saison 1981/82 setzten ihn die Black Hawks noch in sieben Playoff-Spielen ein, bei denen er ein Tor erzielte.
In der folgenden Saison 1982/83 stand er dann endlich im Kader des NHL-Teams, doch der Erfolg stieg ihm zu Kopf und er war häufig in Chicagos Nachtleben anzutreffen. In dieser Zeit zeigte ihm Tony Esposito, der Torhüter der Hawks den rechten Weg. Seine beste Saison spielte er 1985/86, als er mit 45 Toren und 99 Punkte hinter Denis Savard zweitbester Scorer in Chicago war. Besonders beeindruckend ist dies, da er in dieser Saison auch als bester defensiver Angreifer mit der Frank J. Selke Trophy ausgezeichnet wurde.
Nach neun Jahren in Chicago wechselte er zur Saison 1991/92 zu den Winnipeg Jets. Dort wurde er zum Mannschaftskapitän, doch schon nach eineinhalb Jahren kehrte er zu den Blackhawks zurück. In dieser Phase seiner Karriere waren Vereinswechsel für ihn häufig. Im Laufe der Saison 1993/94 wechselte er zu den Ottawa Senators. Eine Saison später gaben ihn die Senators an die Pittsburgh Penguins ab. Im Gegenzug kam Martin Straka nach Ottawa. Nur 13 Spiele bestritt er für die Penguins. Zu seiner letzten Saison 1995/96 wechselte er zur Colorado Avalanche. Dies war eine gute Entscheidung, denn dort konnte er mit dem aus Québec gekommenen Team den Stanley Cup gewinnen. Er spielte noch eine Saison mit den Chicago Wolves in der International Hockey League, bevor er seine Karriere endgültig beendete.

## Erfolge und Auszeichnungen
| - 1981 WCHA Second All-Star Team - 1982 WCHA Second All-Star Team - 1982 NCAA-Division-I-Championship mit der University of North Dakota | - 1986 Frank J. Selke Trophy - 1996 Stanley-Cup-Gewinn mit der Colorado Avalanche |

### International
- 1982 Goldmedaille bei der Junioren-Weltmeisterschaft

## Karrierestatistik

### International
Vertrat Kanada bei:
- Junioren-Weltmeisterschaft 1982
- Weltmeisterschaft 1987

(Legende zur Spielerstatistik: Sp oder GP = absolvierte Spiele; T oder G = erzielte Tore; V oder A = erzielte Assists; Pkt oder Pts = erzielte Scorerpunkte; SM oder PIM = erhaltene Strafminuten; +/− = Plus/Minus-Bilanz; PP = erzielte Überzahltore; SH = erzielte Unterzahltore; GW = erzielte Siegtore; 1 Play-downs/Relegation; Kursiv: Statistik nicht vollständig)